# El espejo mágico
El espejo mágico fue un programa infantil de televisión, emitido por La 2 de Televisión española en 1986. Se programaba semanalmente los lunes a las 18,30 horas.

## Formato
La presentadora, acompañada por dos marionetas llamadas Quin y Tana (con las voces, respectivamente de las actrices Matilde Vilariño y Marisa Marco conduce el espacio en que semanalmente se realiza un avance de lo que sería la programación infantil de la cadena durante los siguientes siete días. Todo ello combinado con las secciones propias de un magacín televisivo, como concursos, actuaciones musicales o entrevistas a personajes que pudieran despertar el interés de los más pequeños.
Contó con los dibujos y diseño de quien había sido con anterioridad copresentador junto a Bauzá, de la bola de cristal Gerardo Amechazurra  y decorados de Concha de las Heras.
Entre los invitados al plató durante su año de emisión se incluyen el escrito Miguel Delibes, el periodista Iñaki Gabilondo, el grupo musical Olé Olé, con Marta Sánchez o el abogado Marcos García Montes.